# 馬龍尼禮天主教阿勒頗總教區
馬龍尼禮天主教阿勒頗總教區（拉丁語：Archieparchia Aleppensis Maronitarum）是敘利亞一個東儀天主教總教區（馬龍尼禮）。直屬聖座。
教座成立於17世紀。2009年有七名司鐸、五個堂區、4,000名教友。現任教區總主教為若瑟·阿尼斯·阿比阿德。